# Gregor Thum

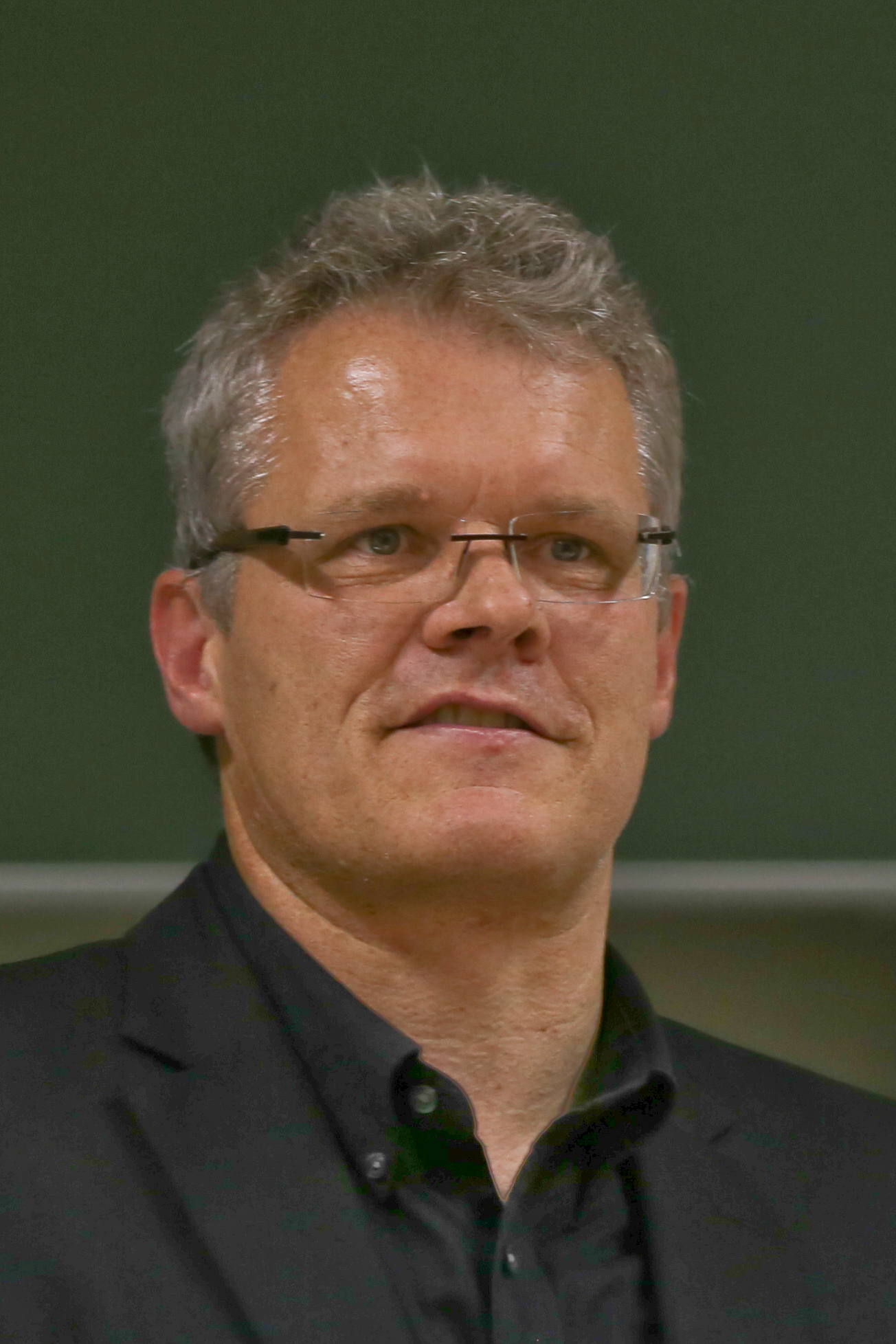
Gregor Thum (2016)

Gregor Thum (ur. 2 maja 1967 w Monachium) – niemiecki historyk.
W latach 1988–1995 studiował historię i slawistykę w Berlinie i Moskwie. Od 1995 do 2001 był asystentem Karla Schlögla na Europejskim Uniwersytecie Viadrina we Frankfurcie nad Odrą. Od 2003 do 2008 na University of Pittsburgh w USA i obecnie na Freiburg Institute for Advanced Studies (FRIAS) we Fryburgu Bryzgowijskim.

## Nagrody
- 2004: Georg Dehio-Buchpreis (za Die fremde Stadt. Breslau 1945)

## Twórczość
- Chronik russischen Lebens in Deutschland, 1918-1941, Berlin: Akademie Verlag, 1998, ISBN 3-05-003297-9 [wraz z Kathariną Kucher, Karlem Schlögelem, Bernhardem Suchy].
- Obce Miasto. Wrocław 1945 i potem, 2007 (Die fremde Stadt. Breslau 1945, Berlin: Siedler, 2003 ISBN 978-3-88680-795-6).
- Traumland Osten. Deutsche Bilder vom östlichen Europa im 20. Jahrhundert, Göttingen: Vandenhoeck & Ruprecht, 2008, ISBN 3-525-36295-1.
- Uprooted: How Breslau Became Wroclaw during the Century of Expulsions, Princeton University Press, 2011